# Королівське нумізматичне товариство (Велика Британія)
Королівське нумізматичне товариство (англ. The Royal Numismatic Society) (RNS) було засновано 1836 року як Нумізматичне товариство Лондона (англ. The Numismatic Society of London). Звання «Королівське нумізматичне товариство» йому було присвоєно королем Великої Британії Едуардом VII у королівській хартії 1904 року.
RNS є науковим товариством та благодійною організацією, знаходиться в Лондоні, Велика Британія, і здійснює дослідження з усіх напрямків нумізматики. Нинішнім патроном товариства є Єлизавета II. Товариство об'єднує як науковців-нумізматів, так і колекціонерів. Нові члени обираються радою товариства, причому членам надається право використовувати почесний титул «FRNS» після свого прізвища.

## Видання
RNS видає щорічник The Numismatic Chronicle («Нумізматична хроніка»), у кожному десятому томі якого вміщується покажчик за десятиліття. Крім того, товариство видає книжкову серію Coin Hoards («Монетні скарби») та серію спеціальних монографічних публікацій.

## Структура та керівництво
Чинним президентом товариства (з 2009 року) є Ніколас Мейг'ю (Nicholas Mayhew).

## Нагороди та премії
Королівське нумізматичне товариство присвоює ряд премій у галузі нумізматики. Серед них -
Премія імені Саміра Шамми з ісламської нумізматики (The Samir Shamma Prize for Islamic Numismatics), премія імені Паркера Вебера (The Parkes Weber Prize) та інші, а також надає звання почесних членів і здійснює щорічні нагородження медаллю товариства.

## Бібліотека
При товаристві діє бібліотека, розташована у будівлі Інституту Варбурґа. Разом із RNS власником цієї книгозбірні є Британське нумізматичне товариство.